# Grand Prix automobile d'Espagne 1971
Résultats du Grand Prix d'Espagne 1971, couru sur le circuit de Montjuïc le 18 avril 1971.

## Classement
| Pos  | N° | Pilote               | Écurie       | Tours | Temps/Abandon      | Grille | Points |
| ---- | -- | -------------------- | ------------ | ----- | ------------------ | ------ | ------ |
| 1    | 11 | Jackie Stewart       | Tyrrell-Ford | 75    | 1 h 49 min 03 s 4  | 4      | 9      |
| 2    | 4  | Jacky Ickx           | Ferrari      | 75    | + 3 s 4            | 1      | 6      |
| 3    | 20 | Chris Amon           | Matra        | 75    | + 58 s 1           | 3      | 4      |
| 4    | 14 | Pedro Rodríguez      | BRM          | 75    | + 1 min 17 s 9     | 5      | 3      |
| 5    | 9  | Denny Hulme          | McLaren-Ford | 75    | + 1 min 27 s 0     | 9      | 2      |
| 6    | 21 | Jean-Pierre Beltoise | Matra        | 74    | + 1 tour           | 6      | 1      |
| 7    | 12 | François Cevert      | Tyrrell-Ford | 74    | + 1 tour           | 12     |        |
| 8    | 10 | Peter Gethin         | McLaren-Ford | 73    | + 2 tours          | 7      |        |
| 9    | 8  | Tim Schenken         | Brabham-Ford | 72    | + 3 tours          | 21     |        |
| 10   | 16 | Howden Ganley        | BRM          | 71    | + 4 tours          | 17     |        |
| 11   | 24 | John Surtees         | Surtees-Ford | 67    | + 8 tours          | 22     |        |
| Nc.  | 3  | Reine Wisell         | Lotus-Ford   | 58    | Non classé         | 16     |        |
| Abd. | 2  | Emerson Fittipaldi   | Lotus-Ford   | 54    | Suspension         | 14     |        |
| Abd. | 27 | Henri Pescarolo      | March-Ford   | 53    | Moteur             | 11     |        |
| Abd. | 6  | Mario Andretti       | Ferrari      | 50    | Moteur             | 8      |        |
| Abd. | 19 | Alex Soler-Roig      | March-Ford   | 46    | Pompe à essence    | 20     |        |
| Abd. | 18 | Ronnie Peterson      | March-Ford   | 24    | Allumage           | 13     |        |
| Abd. | 5  | Clay Regazzoni       | Ferrari      | 13    | Moteur             | 2      |        |
| Abd. | 25 | Rolf Stommelen       | Surtees-Ford | 9     | Pression d'essence | 19     |        |
| Abd. | 15 | Jo Siffert           | BRM          | 5     | Boîte de vitesses  | 15     |        |
| Abd. | 7  | Graham Hill          | Brabham-Ford | 5     | Direction          | 10     |        |

- Légende : Abd.=Abandon

## Pole position et record du tour
- Pole position : Jacky Ickx en 1 min 25 s 9 (vitesse moyenne : 158,878 km/h).
- Tour le plus rapide : Jacky Ickx en 1 min 25 s 1 au 69e tour (vitesse moyenne : 160,371 km/h), nouveau record du circuit.

## Tours en tête
- Jacky Ickx : 5 (1-5)
- Jackie Stewart : 70 (6-75)

## À noter
- 13e victoire pour Jackie Stewart.
- 1re victoire pour Tyrrell en tant que constructeur.
- 35e victoire pour Ford Cosworth en tant que motoriste.